# Delia coei
Delia coei är en tvåvingeart som beskrevs av Ackland 1967. Delia coei ingår i släktet Delia och familjen blomsterflugor.
Artens utbredningsområde är Nepal. Inga underarter finns listade i Catalogue of Life.